# Берёзовка (нижний приток Косьвы)
Берёзовка — река в России, протекает по Александровскому району Пермского края. Длина реки составляет 11 км.
Берёт начало в горах Среднего Урала, вытекает из южной части Чикманского болота, в 6,4 км севернее горы Берёзовый камень, в 48 км к северо-востоку от города Александровск. Течёт преимущественно на юго-восток, оставляя западнее гору Берёзовый Камень (673 м над уровнем моря). Река течёт по ненаселённой местности среди холмов, покрытых таёжным лесом, скорость течения быстрая, характер течения — горный, рельеф водосбора также горный. Впадает в Косьву в 190. км по правому берегу, выше деревни Малая Ослянка, на высоте 277,6 метра над уровнем моря, в 3,8 км западнее горы Боярская. Имеется два притока длиной менее 10 км, основной — Южная Берёзовка (правый). Период весеннего половодья длится с конца апреля по середину мая.

## Данные водного реестра
По данным государственного водного реестра России относится к Камскому бассейновому округу, водохозяйственный участок реки — Косьва от истока до Широковского гидроузла, речной подбассейн реки — бассейны притоков Камы до впадения Белой. Речной бассейн реки — Кама.
Код объекта в государственном водном реестре — 10010100312111100008614.